# Archives générales de l'État

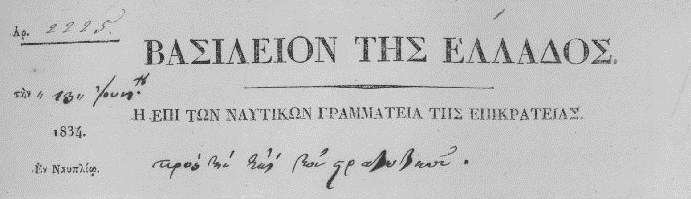
Lettre ancienne, 1834

Les Archives générales de l’État (Γενικά Αρχεία του Κράτους) sont les archives nationales de la Grèce. Elles ont été créées en 1914 par le gouvernement d'Eleftherios Venizelos.